# Walt Faulkner
Walt Faulkner (16 de fevereiro de 1918 — 22 de abril de 1956) foi um automobilista norte-americano.
Faulkner esteve em seis (cinco) 500 Milhas de Indianápolis, quando a prova fazia parte do calendário da Fórmula 1 de 1950 até 1960: 1950, 1951, 1952 (não se qualificou), 1953 (compartilhou com Johnny Mantz), 1954 (não se qualificou) (compartilhou com Chuck Stevenson) e 1955 (compartilhou com Bill Homeier). 
Nas 500 Milhas de Indianápolis de 1950, ele largou na pole position. Seu melhor resultado foi o 5º lugar em 1955, carro compartilhado com Bill Homeier. Ambos marcaram 1 ponto com o cockpit dividido.
Walt Faulkner faleceu em 22 de abril de 1956, ao 38 anos, após um acidente de qualificação em um evento da USAC Stock Car em Vallejo, Califórnia.